# Mikaela Mässing
Mikaela Mässing, née le 13 mars 1994 à Mölndal, est une handballeuse internationale suédoise, qui évolue au poste d'arrière gauche.

## Palmarès

### En club
compétitions nationales
- championne de Suède en 2017 (avec H 65 Höör)